# Mubariz Gurbanli
Mubariz Gahraman oglu Gurbanli (en azerí: Mübariz Qəhrəman oğlu Qurbanlı; Shamkir, 7 de enero de 1954) fue jefe del Comité Estatal para el Trabajo con Asociaciones Religiosas de la República de Azerbaiyán entre 2014 y 2024.

## Biografía
Mubariz Gurbanli nació el 7 de enero de 1954 en Shamkir. 
Se graduó con honores de la Facultad de Historia de la Universidad Estatal de Bakú. En 1985 enseñó en la Universidad Estatal de Cultura y Arte de Azerbaiyán. 
En los años 1995-2010 fue elegido cuatro veces el diputado de la Asamblea Nacional de la República de Azerbaiyán. Fue jefe del grupo de trabajo de las relaciones interparlamentarias entre Azerbaiyán-Bosnia y Herzegovina, miembro de los grupos de trabajo de las relaciones interparlamentarias entre Azerbaiyán-Canadá e Azerbaiyán-Kuwait. En 1996-2014 fue miembro de la delegación de Azerbaiyán en la asamblea parlamentaria de la Cooperación Económica del Mar Negro.
El 7 de enero de 2014, por la orden del Presidente de Azerbaiyán, Mubariz Gurbanli fue galardonado con la Orden Shohrat por su participación activa en la vida pública y política de Azerbaiyán.
El 21 de julio de 2014 Mubariz Gurbanli fue nombrado Presidente del Comité Estatal para el Trabajo con Asociaciones Religiosas de la República de Azerbaiyán.

## Premios y títulos
- Orden Shohrat (2014)[5]
- Orden por el Servicio a la Patria (2024)[6]